# Lukoil
Lukoil este o companie petrolieră din Rusia cu peste 150,000 de angajați. LukOil este cea mai mare companie petrolieră din Rusia din punctul de vedere al rezervelor, al producției și al rafinării țițeiului, asigurând circa 20% din producția de țiței rusească (79,8 milioane de tone), iar la nivel global reprezintă aproximativ 2% din producția totală mondială. Rețeaua de stații pentru vânzarea cu amănuntul a produselor petroliere include 4.076 stații în Rusia și în alte țări, dintre care 1.691 stații în Rusia și 2.385 stații în Europa și SUA.
Cel mai mare acționar străin al companiei este grupul energetic american ConocoPhillips, care a cumpărat 7,6% din companie în septembrie 2004.
Rafinăriile grupului Lukoil au prelucrat în anul 2006 aproximativ 95,2 milioane de tone de țiței și au vândut 126,7 milioane de tone de țiței și produse petroliere.
În decembrie 2005, Lukoil a cumpărat compania petrolieră Nelson din Kazahstan pentru suma de două milioane euro.
Nelson dispune de rezerve certe și probabile de circa 270 de milioane de barili.
În anul 2006, Lukoil avea o capacitate de procesare de 750.000 de barili de țiței pe zi la cele patru rafinării ale sale din Rusia.
În afara Rusiei, Lukoil deține o rafinărie la Burgas (Bulgaria) și alta - Petrotel - la Ploiești (România), având fiecare o capacitate totală de rafinare de 200.000 de barili pe zi. În 2013, Lukoil a vândut rafinăria din Odessa către Vetek Group.
Cifra de afaceri în 2006: 67,6 miliarde USD
Profitul net în 2006: 7,4 miliarde USD

## LukOil în România
Compania a intrat pe piața din România în anul 1998, prin cumpărarea pachetului majoritar de acțiuni (51%) a rafinăriei Petrotel Ploiești de la statul român pentru suma de 53,2 milioane USD. Rafinăria a fost oprită între anii 2001 și 2004. Lukoil mai are în regiune încă o rafinărie în apropierea României, Neftochim Burgas (Bulgaria).
LukOil deține în România o rețea de 310 benzinării (martie 2020)
Număr de angajați în România în anul 2007: 5.000 (din care peste 1.200 în cadrul rafinăriei "Petrotel - LUKOIL")
Cifra de afaceri în România în anul 2018: 1,6 miliarde Euro

## Lukoil în Republica Moldova
LUKOIL-Moldova SRL a fost creată inițial ca o societate pe acțiuni, în conformitate cu memorandumul din 19 decembrie 1995, ca filială a companiei ruse. În prezent (2014) filiala deține 102 de stații de alimentare cu petrol în Republica Moldova, din acestea 30 sunt în Chișinău. Pe lângă acestea, compania mai dispune de baruri, magazine, stații de carburanți și spălătorii auto amplasate în perimetrul benzinăriilor.